# Tetrápode (estrutura)

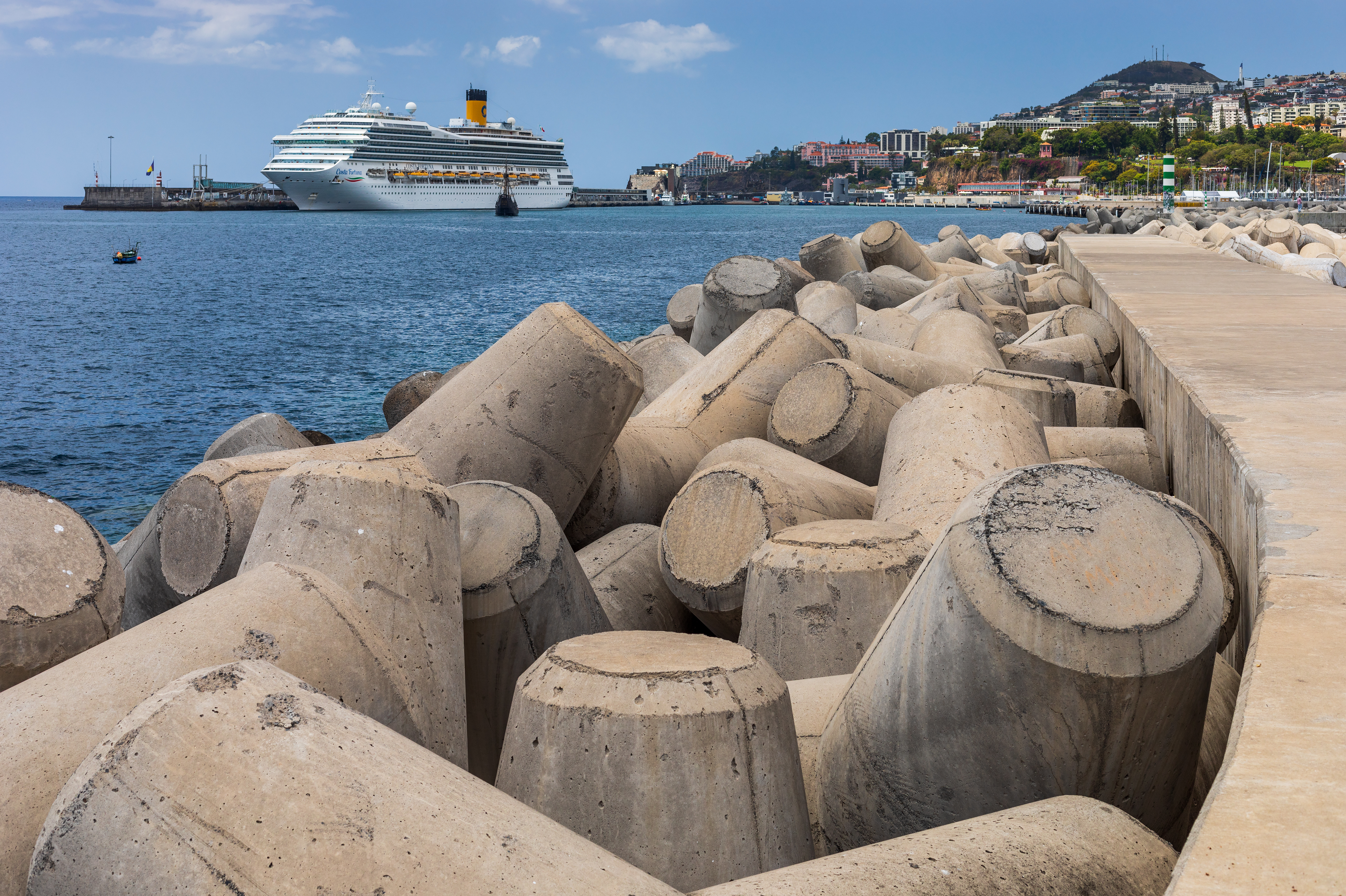
Tetrápodes do quebra-mar de Santa Maria Maior no Porto do Funchal, em Funchal, Madeira

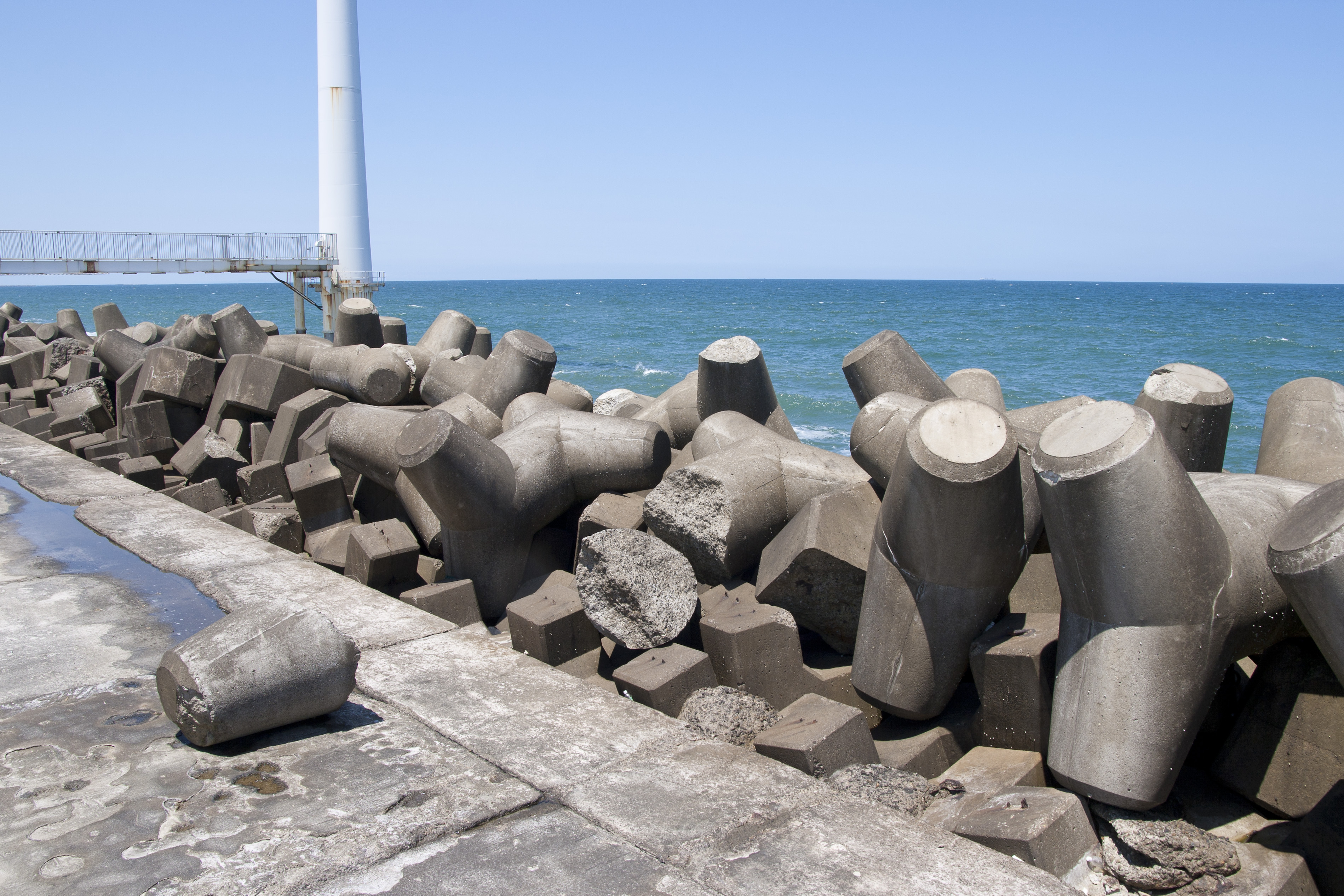
Tetrápodes em Kamisu, Ibaraki, Japão

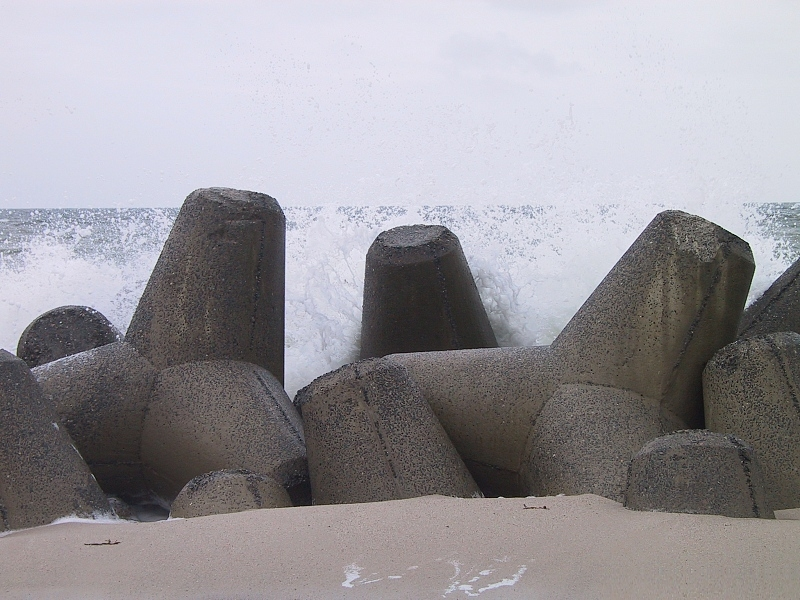
Tetrápodes em Sylt, Alemanha

Um tetrápode ou pé-de-galinha é um tipo de bloco de concreto usado como quebra-mar para previnir a erosão causada pelo clima e pela deriva litorânea, sendo empregado principalmente para reforçar estruturas costeiras, como diques e quebra-mares. Os tetrápodes são feitos de concreto e possuem uma forma tetraédrica que dissipa a força das ondas ao permitir que a água flua ao seu redor, em vez de contra eles, além de reduzir o deslocamento por meio de intertravamento.

## Invenção
Os tetrápodes foram originalmente desenvolvidos em 1950 por Pierre Danel e Paul Anglès d'Auriac, do Laboratoire Dauphinois d'Hydraulique (atualmente Artelia), em Grenoble, França, que recebeu uma patente para o design. A invenção francesa foi nomeada tetrápode, derivada do grego tetra- 'quatro' e -pode 'pé', uma referência à forma tetraédrica. Os tetrápodes foram usados pela primeira vez na usina termoelétrica de Roches Noires, em Casablanca, Marrocos, para proteger a entrada de água do mar.

## Adoção
Os tetrápodes se tornaram populares em todo o mundo, especialmente no Japão; estima-se que cerca de 50% dos 35 000 quilômetros de costa do Japão tenham sido cobertos ou de alguma forma alterados por tetrápodes e outras formas de concreto. A sua proliferação na Ilha de Okinawa, um destino de férias popular no Japão, tornou difícil para os turistas encontrarem praias e linhas costeiras inalteradas, especialmente na metade sul da ilha.

## Designssemelhantes
Um bloco de concreto usado como quebra-mar é uma estrutura de concreto que se interliga naturalmente ou manualmente, projetada e utilizada para minimizar os efeitos da ação das ondas sobre as costas e estruturas litorâneas, como cais e píeres.
Um dos primeiros designs é o Tetrápode, inventado em 1950. Outros designs proprietários incluem o Modified Cube (Estados Unidos, 1959), o Stabit (Reino Unido, 1961), o Akmon (Países Baixos, 1962), o Dolos (África do Sul, 1963), o Stabilopod (Romênia, 1969), o Seabee (Austrália, 1978), o Acrópode (França, 1981), o Hollow Cube (Alemanha, 1991), o A-jack (Estados Unidos, 1998), o Xbloc (Países Baixos, 2001) e o KOLOS (Índia, 2010), entre outros.